# Wilde Patera
La Wilde Patera è una formazione geologica della superficie di Venere.
Prende il nome da Jane Francesca Wilde, poetessa irlandese.